# 三浦香
三浦 香（みうら かおり、1979年3月20日 - ）は、日本の舞台俳優、声優、脚本家、演出家。
北海道札幌市出身。劇団「FuncAScamperS 009 (ファンカスキャンパーズ009)」主宰。

## 経歴
- 玉川大学文学部芸術学科舞踊・演劇コース卒業[1]。
- 7歳より親の影響により札幌のミュージカル劇団に入り、中高と演劇活動をする[1]。
- 2000年、大学時代に劇団「衝突安全ボディー」を旗揚げ。作・演出・振付・役者を担当。
- 2004年、日本演出家協会「2003年度若手演出家コンクール」作・演出部門優秀賞 受賞。
- 2007年、「衝突安全ボディー」をリニューアルし、「FuncAScamperS 009 (ファンカスキャンパーズ009)」として始動。脚本・演出・振付を担当。

## 主な作品

### 舞台
旗揚げより 衝突安全ボディー、FuncAScamperS 009 (ファンカスキャンパーズ009) 全作品の脚本・演出・振付
- Kitty-Guys#01「MIZUNOピューマー」（2008年5月）- 脚本・演出・振付
- Kitty-Guys#02「ビリガキ」（2009年6月）- 脚本・演出協力
- Kitty-Guys Produce公演「目指さない場所」（2010年3月）- 脚本・演出・振付
- 第三回Bambooプロデュース公演作品「ビリガキ」（2010年3月）- 脚本
- コントンクラブ image4～オムニバスギャグエンタ―テインメント～（2011年4月）- 脚本提供
- BIZARRE vol.4「ベンチウォーマーズ」（2011年4月）- 脚本・演出
- ルドビコ★vol.7「八犬伝-疾風異聞録-」（2011年9月）- 演出
- ルドビコ★plus vol.3-4「花咲ける青少年ファイナル」（2012年1月）- 演出
- 舞台版「夜のミラクル☆トレイン～大江戸線へようこそ～ SWEET DREAM EXPRESS」（2012年12月）- 脚本・演出
- 最遊記歌劇伝－God Child－（2014年5月）- 演出・脚本・作詞
- 最遊記歌劇伝－Burial－（2015年1月）- 演出・脚本・作詞
- 最遊記歌劇伝－Reload－（2015年9月）- 演出・脚本・作詞
- 「終わりのセラフ」The Musical（2016年2月）- 脚本
- ミュージカル「Dance with Devils」（2016年3月）- 脚本・演出
- SOUND THEATRE × TENCHU ～天誅 闇の仕置人～（2016年4月）- 演出
- Club SLAZY-Another world-（2016年7月）- 脚本・演出 ※ 脚本は伊勢直弘と共同脚本[2]
- Club SLAZY The Final invitation ～Garnet～（2016年12月）- 脚本・演出
- ミュージカル「Dance with Devils～D.C.～」（2016年12月）- 演出
- SOUND THEATRE MUSIC CONCERT ”さよならソルシエ”（2016年12月）- 脚本
- ミュージカル『テニスの王子様』3rdシーズン 青学vs立海（2017年7月）- 演出補佐
- 舞台「四月は君の嘘」（2017年8月）- 脚本
- 少女☆歌劇 レヴュースタァライト -The LIVE-#1（2017年9月）- 脚本[3]
- ミュージカル『テニスの王子様』3rdシーズン 青学（せいがく）vs比嘉（2017年12月）- 演出補佐
- 少女☆歌劇 レヴュースタァライト -The LIVE-#1 revival（2018年1月）- 脚本[3]
- 「Like A」（2018年2月）- 脚本・演出
- ミュージカル「Dance with Devils～Fermata～」（2018年9月）- 脚本・演出
- 「GRIEF 7」（2018年7月）- 脚本
- 最遊記歌劇伝－異聞－（2018年9月）- 脚本・演出
- 舞台「七色いんこ」（2018年10月） - 演出
- 少女☆歌劇 レヴュースタァライト -The LIVE-#2 Transition（2018年10月） - 脚本
- 『Like A』room［002］（2019年1月）- 脚本・演出
- “Pretty Guardian Sailor Moon” The Super Live（2019年3月）- 演出補
- イケメンヴァンパイア◆偉人たちと恋の誘惑 THE STAGE ～Episode.0～（2019年4月）- 脚本
- 最遊記歌劇伝 -Darkness-（2019年6月）- 脚本・演出
- 少女☆歌劇 レヴュースタァライト-The LIVE-#2 revival（2019年7月）- 脚本
- 『Like A』room[003]（2019年8月）- 脚本・演出
- 『GRIEF 7』Sin#2（2019年9月）- 脚本
- PSYCHO-PASS サイコパス Chapter1―犯罪係数―（2019年10月 - 11月）- 演出
- 『SUPERHEROISM』（2020年3月）- 脚本・演出
  - 2021年3-4月に再演[4]
- 最遊記歌劇伝－Oasis－（2020年早春）- 脚本・演出
- 最遊記歌劇伝－Sunrise－（2021年2月）- 脚本・演出
- 迷宮歌劇「美少年探偵団」（2021年12月） - 演出
- ×純文学少女歌劇団　File No.0000『フェアリーテイルは盗まれた』（2022年9月）- 総合演出・脚本・作詞[5]
- 「進撃の巨人」-the Musical-（2023年1月）- 作詞[6]
- 特殊ミステリー歌劇「心霊探偵八雲」-思考のバイアス- （2023年3月） - 脚本・演出・作詞
- 舞台「わたしの幸せな結婚」－帝都陸軍オクツキ奇譚－（2023年8月）- 脚本・演出
- 最遊記歌劇伝－外伝－（2023年9月 - 10月）- 脚本・演出
- ミュージカル「東京リベンジャーズ」（2023年11月 - 12月）- 演出
- 演劇ドラフトグランプリ2023（2023年12月）- 演出[7]
- 特殊ミステリー歌劇「心霊探偵八雲」-呪いの解法-（2024年2月 - 3月） - 脚本・演出・作詞
- ミュージカル『テニスの王子様』4thシーズン 全国大会 青学vs氷帝（2025年7月 - 8月） - 脚本・作詞・演出

### テレビドラマ
- 「乙男～オトメン～」スピンオフ企画「湿男～シケメン～」（2009年8月、フジテレビ）- 脚本
- たべものがたり 彼女のこんだて帖（2013年2月10日、NHK BSプレミアム）- 第1話脚本
- Club SLAZY Extra invitation ～Malachite～（2017年10月 - 2018年3月、TOKYO MX1）- 脚本

## 主な出演

### テレビアニメ
- おねがいマイメロディシリーズ（2005年4月 - 2009年3月、テレビ大阪）フラットくん、飛田の母親 役
- シュガシュガルーン（2005年7月2日 - 2006年6月24日、テレビ東京）ミカエル 役
- 妖怪人間ベム（2006年）女子高生 役

### 映画
- 下妻物語（2004年）
- オペレッタ狸御殿（2005年）
- X'smap〜虎とライオンと五人の男〜（2004年）